# Baião kommun, Brasilien
Baião är en kommun i Brasilien.   Den ligger i delstaten Pará, i den centrala delen av landet, 1 400 km norr om huvudstaden Brasília. Antalet invånare är 36 907.
Följande samhällen finns i Baião:
- Baião

Omgivningarna runt Baião är huvudsakligen savann. Runt Baião är det mycket glesbefolkat, med 2 invånare per kvadratkilometer.